# Liste der Bodendenkmäler in Stegaurach
Auf dieser Seite sind die Bodendenkmäler in der oberfränkischen Gemeinde Stegaurach zusammengestellt. Diese Tabelle ist eine Teilliste der Liste der Bodendenkmäler in Bayern. Grundlage ist die Bayerische Denkmalliste, die auf Basis des Bayerischen Denkmalschutzgesetzes vom 1. Oktober 1973 erstmals erstellt wurde und seither durch das Bayerische Landesamt für Denkmalpflege geführt wird. Die folgenden Angaben ersetzen nicht die rechtsverbindliche Auskunft der Denkmalschutzbehörde.

## Bodendenkmäler der Gemeinde Stegaurach

### Bodendenkmäler in der Gemarkung Höfen
| Lage             | Objekt | Akten-Nr.     | Bild |
| ---------------- | --- | ------------- | ---- |
| Höfen (Standort) | Archäologische Befunde im Bereich der spätneuzeitlichen Katholischen Filialkirche Mariae Himmelfahrt von Höfen mit frühneuzeitlicher Kapelle als Vorgängerbau. | D-4-6131-1075 |      |
| Höfen (Standort) | Archäologische Befunde im Bereich des frühneuzeitlichen Schlosses Seehaus mit vermutlich spätmittelalterlichem Vorgängerbau.                                   | D-4-6131-1076 |      |
| Höfen (Standort) | Steinbruchareal des Mittelalters und der frühen Neuzeit. | D-4-6131-1100 |      |

### Bodendenkmäler in der Gemarkung Mühlendorf
| Lage                  | Objekt                                                                       | Akten-Nr.     | Bild |
| --------------------- | ---------------------------------------------------------------------------- | ------------- | ---- |
| Mühlendorf (Standort) | Neolithische Siedlung.                                                       | D-4-6130-0048 |      |
| Mühlendorf (Standort) | Mittelalterlicher Turmhügel. Siehe auch: Turmhügel Schlosshügel (Seehöflein) | D-4-6131-0001 |      |

### Bodendenkmäler in der Gemarkung Reundorf
| Lage                | Objekt | Akten-Nr.     | Bild |
| ------------------- | --- | ------------- | ---- |
| Reundorf (Standort) | Wallanlage des frühen Mittelalters mit obertägig erhaltenen Teilstücken des Ringwalls und des Außengrabens | D-4-6131-0020 |      |

### Bodendenkmäler in der Gemarkung Stegaurach
| Lage                  | Objekt | Akten-Nr.     | Bild |
| --------------------- | --- | ------------- | ---- |
| Stegaurach (Standort) | Mittelalterlicher Turmhügel. | D-4-6131-0017 |      |
| Stegaurach (Standort) | Mittelalterliche Vorgängerbauten und untertägige Teile der frühneuzeitlichen Katholischen Pfarrkirche Unbefleckte Empfängnis Mariae von Stegaurach mit ehemalige Friedhof. | D-4-6131-0018 |      |
| Stegaurach (Standort) | Mittelalterliche oder neuzeitliche Brücke. | D-4-6131-0019 |      |
| Stegaurach (Standort) | Hallstattzeitlicher Grabhügel. | D-4-6131-0170 |      |
| Stegaurach (Standort) | Archäologische Befunde im Bereich der frühneuzeitlichen Siebenschläferkapelle in Stegaurach mit hölzernem Vorgängerbau.                                                    | D-4-6131-1071 |      |